# ماجراهای جدید لوک خوش‌شانس
ماجراهای جدید لوک خوش شانس یا ماجراهای لوک خوش شانس (به انگلیسی: The Adventures of Lucky Luke) یک برنامه تلویزیونی در ژانر کمدی، وسترن و ماجراجویی محصول مشترک فرانسه و کانادا به کارگردانی اولیویه ژان-ماری می‌باشد. نخستین قسمت این سریال در ۱۶ سپتامبر ۲۰۰۱ در قالب ۵۲ قسمت در ۴ می ۲۰۰۳ به پایان رسید. این سریال دربارهٔ کابوی تنهای دور از خانه، لوک خوش‌شانس است که به همراه اسبش جالی جامپر و سگی به نام بوشوگ (رانتانپلان) وارد ماجراهای تازه ای می‌شوند.یک فیلم بلند سینمایی که مستقیماً بر اساس این سریال است با عنوان Go West!  A Lucky Luke Adventure بعداً در سال ۲۰۰۷ منتشر شد.

## در ایران
این سریال در ایران، شناخته شده‌ترین اقتباسی است که از روی لوک خوش شانس انجام شده و ۲۸ قسمت از این سریال با صدای منوچهر والی‌زاده در نقش اصلی، دوبله و عرضه شده‌است.